# Saint-Omer Open 2013

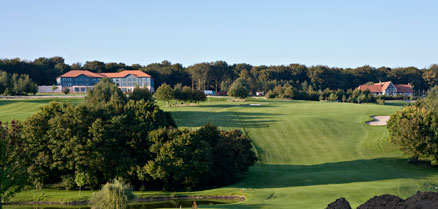

Het Saint-Omer Open van 2013 is een golftoernooi van de Europese PGA Tour. Het wordt gespeeld van 13-16 juni op de Aa Saint-Omer Golf Club. De officiële naam van het toernooi is sinds 2012 Najeti Hôtels et Golfs Open.
Titelverdediger Darren Fichardt was de eerste Zuid-Afrikaanse winnaar van dit toernooi. Het prijzengeld voor 2013 is €500,000, net als in 2012.
Net als in 2012 organiseerde de hoofdsponsor een 36-holes toernooi waarbij de twee beste spelers een wildcard konden verdienen. Mark Laskey en Sandro Piaget scoorden 140 (−2) en wonnen. Adrian Otaegui en François Delamontagne deelden de 3de plaats en moesten een play-off spelen om uit te maken wie eerste reserve zou staan. Otaegui versloeg de Fransman.

## Verslag
De par van de baan is 71. Het wordt maar 16 graden en er staat veel wind.

### Ronde 1
Het werd maar 16 graden en er stond erg veel wind. Na de ochtendronde stonden slechts 5 spelers onder par, waarbij Tjaart Van der Walt met −4 clubhouse leader werd. 's Middags kwamen nog een speler onder par binnen. 

Mathieu Decottignies-Lafon is de enige amateur in het veld en hij heeft zich voor het weekend gekwalificeerd.

### Ronde 2
Taco Remkes begon met twee bogey maar herstelde zich en maakte een ronde van −1, net goed genoeg om in het weekend te kunnen spelen. Tjaart Van der Walt bleef aan de leiding maar moest die delen met Robert Dinwiddie. 

Seve Benson, die het toernooirecord verbeterde, steeg van de 65ste naar de 6de plaats.

### Ronde 3
De gemiddelde scores waren iets beter, maar het komt niet vaak voor dat een leider aan de leiding blijft met een ronde par. Dertien spelers bleven onder par. Simon Thornton  maakte een hole-in-one op hole 11, wat hem hielp een score van 65 te maken en zich bij de leiders te voegen.

### Ronde 4
Aan het einde van het toernooi stonden nog maar zes spelers onder par. De laatste partij bestond uit de drie spelers die samen aan de leiding stonden toen ze begonnen. Chapellan zakte met zes bogeys naar de 15de plaats, Van der Walt en Thornton begonnen beiden met een birdie, stonden na 9 holes weer gelijk, en maakten daarna nog een birdie om op een totaal van −5 te eindigen. Er volgde een play-off. Thornton kwam met zijn 2de slag links van de green, Van der Walt kwam in de bunker rechts van de green. Thornton maakte par en behaalde zijn eerste overwinning op de Tour.
Taco Remkes was een van de 19 spelers met een ronde onder par, helaas eindigde hij met twee bogeys, wat hem ongeveer 12 plaatsen kostte. De beste ronde was van Gary Orr, die een score van −4 binnenbracht.
- Scores

| Naam                | Score R1 | Score R1 | Nr   | Score R2 | Score R2 | Totaal | Nr  | Score R3 | Score R3 | Totaal | Nr  | Score R4 | Score R4 | Totaal | Nr  |
| ------------------- | -------- | -------- | ---- | -------- | -------- | ------ | --- | -------- | -------- | ------ | --- | -------- | -------- | ------ | --- |
| Simon Thornton      | 74       | +3       | T51  | 70       | −1       | +2     | T35 | 65       | −6       | −4     | T1  | 70       | −1       | −5     | 1   |
| Tjaart Van der Walt | 67       | −4       | 1    | 71       | par      | −4     | T1  | 71       | par      | −4     | T1  | 70       | −1       | −5     | 2   |
| Seve Benson         | 75       | +4       | T65  | 65       | −6       | −2     | T6  | 70       | −1       | −3     | 4   | 70       | −1       | −4     | 3   |
| Robert Dinwiddie    | 72       | +1       | T14  | 66       | −5       | −4     | T1  | 74       | +3       | −1     | T8  | 70       | −1       | −2     | 4   |
| Victor Riu          | 68       | −3       | 2    | 71       | par      | −3     | T3  | 72       | +1       | −2     | T5  | 73       | +2       | par    | T7  |
| Baptiste Chapellan  | 72       | +1       | T14  | 68       | −3       | −2     | T6  | 69       | −2       | −4     | T1  | 77       | +6       | +2     | T15 |
| Daniel Brooks       | 69       | −2       | 3    | 71       | par      | −2     | T6  | 76       | +5       | +3     | T26 | 71       | par      | +3     | T22 |
| Simon Wakefield     | 71       | par      | T4   | 68       | −3       | −3     | T3  | 77       | +6       | +3     | T26 | 73       | +2       | +5     | T30 |
| Chris Hanson        | 71       | par      | T4   | 68       | −3       | −3     | T3  | 77       | +6       | +3     | T26 | 75       | +4       | +7     | T42 |
| Taco Remkes         | 75       | +4       | T65  | 70       | −1       | +3     | T53 | 76       | +5       | +8     | T59 | 70       | −1       | +7     | T42 |
| Tim Sluiter         | 76       | +5       | T91  | 70       | −1       | +4     | MC  |          |          |        |     |          |          |        |     |
| Wil Besseling       | 74       | +3       | T51  | 74       | +3       | +6     | MC  |          |          |        |     |          |          |        |     |
| Reinier Saxton      | 75       | +4       | T65  | 74       | +3       | +7     | MC  |          |          |        |     |          |          |        |     |
| Floris de Vries     | 79       | +8       | T136 | 73       | +2       | +10    | MC  |          |          |        |     |          |          |        |     |
| Pierre Relecom      | 81       | +10      | T152 | 75       | +4       | +14    | MC  |          |          |        |     |          |          |        |     |

| Leider |  | Toernooirecord |  | MC = missed cut = cut gemist |  | DQ = disqualified |

## Spelers
| EUROPESE TOUR - Carlos Aguilar - Björn Åkesson - Phillip Archer - Scott Arnold - HP Bacher - Seve Benson - Wil Besseling - Gary Boyd - Markus Brier - Daniel Brooks - François Calmels - Guillaume Cambis - Marco Crespi - Rhys Davies - Carlos Del Moral - Matteo Delpodio - Stephen Dodd - Nick Dougherty - Bradley Dredge - Simon Dyson - Jamie Elson - Oscar Florén - Alastair Forsyth - Jordi García Pinto - Daniel Gaunt - David Higgins - Jeppe Huldahl - Lasse Jensen - Michael Jonzon - Roope Kakko - Shiv Kapur - Sihwan Kim - Brooks Koepka - Mikko Korhonen - Joakim Lagergren - Moritz Lampert - Alexander Levy - Sam Little | - Chris Lloyd - Michael Lorenzo-Vera - Mikael Lundberg - Callum Macaulay - Andrew Marshall - Andrew McArthur - Richard McEvoy - George Murray - Matthew Nixon - Gary Orr - Raymond Russell - Anthony Snobeck - Matthew Southgate - Gary Stal - Steven Tiley - Mark Tullo - Daniel Vancsik - Sam Walker - Dawie Van der Walt - Tjaart Van der Walt - Oliver Wilson Voormalige winnaars - Matthew Zions - David Dixon - Carl Suneson - Cesar Monasterio - José-Filipe Lima Invitaties - Olivier Rozner - Antoine Schwartz - Johann Lopes Lazaro - Pierre Relecom - Sandro Piaget - Mark Laskey - Charles-Edouard Russo - François Delamontagne - François Lamare | CHALLENGE TOUR - Byeong-hun An - Jason Barnes - Oliver Bekker - Adrien Bernadet - Knut Borsheim - Christophe Brazillier - Robert Dinwiddie - Augustin Domingo - Edouard Dubois - Paul Dwyer - Pelle Edberg - Kenneth Ferrie - Trevorn Fisher Jr - Charlie Ford - Adam Gee - Max Glauert - Jacob Glennemo - Luke Goddard - David Griffuth - Julien Guerrier - Matt Haines - Tyrtell Hatton - Thomas Haylock - Benjamin Hebert - Garry Houston - Jamie Howarth - Sam Hutsby - Daniel Im - Andrew Johnston - Dodge Kemmer - Chan Kim - Paul Maddy - Ross McGowan - Francis McGuirk - James McLeary - Jamie Moul - George Murray - Thomas Nørret | - Steven O'Hara - Pedro Oriol - Adrian Otaegui - Ben Parker - Andrea Pavan - Andrea Perrino - Terry Pilkadaris - Florian Praegant - Raul Quiros - Nicolo Ravano - Taco Remkes - Victor Riu - James Ruth - Jonas Saxton - Jack Senior - Tim Sluiter - Simon Thornton - Jason Timmis - Alvaro Velasco - Floris de Vries - Oliver Whiteley Voormalige winnaar - Cesar Monasterio (2006) Invitaties - Luis Claverie - Dylan Frittelli - Stuart Manley - Tapio Pulkkanen - Andrea Rota Nationale Order of Merit - Han Ren - Lionel Weber - Jerome Lando Casanova - Damien Perrier - Baptiste Chapellan - Thomas Fournier Amateur - Mathieu Decottignies-Lafon |

De 19-jarige amateur Mathieu Decottignies-Lafon was in 2012 op het Dutch Junior Open op Toxandria, en het is de tweede keer dat hij in dit toernooi speelt. Hij studeert in de Verenigde Staten en speelt college golf. Hij eindigde met een score van +7 op de T42 plaats.